# Paranticoma bandaënsis
Paranticoma bandaënsis är en rundmaskart som beskrevs av Heinrich Micoletzky 1030. Paranticoma bandaënsis ingår i släktet Paranticoma och familjen Anticomidae. Inga underarter finns listade i Catalogue of Life.